# Unité urbaine de Penmarch
L'unité urbaine de Penmarch est une unité urbaine française centrée sur les communes de Guilvinec, Loctudy, Penmarch, Plobannalec-Lesconil et Plomeur, petites villes au sud du Finistère en région Bretagne.

## Données générales
Dans le zonage réalisé par l'Insee en 1999, l'unité urbaine était composée de sept communes.
Dans le zonage réalisé en 2010, l'unité urbaine était également composée de sept communes, ainsi que dans celui de 2020.
En 2022, avec 23 022 habitants, elle représente la 6e unité urbaine du département du Finistère et occupe le 16e rang dans la région Bretagne.
En 2022, sa densité de population s'élève à 225 hab/km2. Par sa superficie, elle représente 1,52 % du territoire départemental et, par sa population, elle regroupe 2,48 % de la population du département du Finistère.

## Composition 2020 de l'unité urbaine
Elle est composée des sept communes suivantes :
| Nom                  | Code Insee | Département | Statut       | Superficie (km2) | Population (dernière pop. légale) | Densité (hab./km2) | Modifier                                    |
| -------------------- | ---------- | ----------- | ------------ | ---------------- | --------------------------------- | ------------------ | ------------------------------------------- |
| Guilvinec            | 29072      | Finistère   | ville-centre | 2,46             | 2 677 (2022)                      | 1 088              | modifier les données · modifier les données |
| Loctudy              | 29135      | Finistère   | ville-centre | 12,73            | 4 043 (2022)                      | 318                | modifier les données · modifier les données |
| Penmarch             | 29158      | Finistère   | ville-centre | 16,39            | 5 320 (2022)                      | 325                | modifier les données · modifier les données |
| Plobannalec-Lesconil | 29165      | Finistère   | ville-centre | 18,17            | 3 694 (2022)                      | 203                | modifier les données · modifier les données |
| Plomeur              | 29171      | Finistère   | ville-centre | 29,69            | 3 877 (2022)                      | 131                | modifier les données · modifier les données |
| Saint-Jean-Trolimon  | 29252      | Finistère   | banlieue     | 14,68            | 973 (2022)                        | 66                 | modifier les données · modifier les données |
| Treffiagat           | 29284      | Finistère   | banlieue     | 8,10             | 2 438 (2022)                      | 301                | modifier les données · modifier les données |

## Évolution démographique
| 1968   | 1975   | 1982   | 1990   | 1999   | 2010   | 2015   | 2022   |
| ------ | ------ | ------ | ------ | ------ | ------ | ------ | ------ |
| 23 696 | 23 317 | 22 905 | 22 613 | 21 813 | 23 221 | 22 807 | 23 022 |

#### Données générales
- Unité urbaine
- Aire d'attraction d'une ville
- Liste des unités urbaines de France

#### Données démographiques en rapport avec l'unité urbaine de Penmarch
- Aire d'attraction de Quimper
- Arrondissement de Quimper

#### Données démographiques en rapport avec le Finistère
- Démographie du Finistère